# ケビン・グリーン
ケビン・グリーン（Kevin Darwin Greene, 1962年7月31日 - 2020年12月21日）は、アメリカ合衆国ニューヨーク州スケネクタディ出身のアメリカンフットボールの元選手、元ディフェンスコーチ。ディフェンシブエンド・ラインバッカーとして、NFLのロサンゼルス・ラムズやピッツバーグ・スティーラーズ等の4チームで15年間プレーした。
通算サック数160.0は、1999年の引退時歴代3位。1990年代オールディケードチームに選出され、2016年8月にプロフットボール殿堂入りした。
2020年12月21日月曜日、58歳で死去。家族からは、死因は心臓発作と発表された。

## NFL

### ロサンゼルス・ラムズ
当時存在していたアメリカンフットボールリーグのUSFLのチームからドラフト指名された後、1985年のNFLドラフトでロサンゼルス・ラムズから5巡目で指名され、NFL入りした。プロ入りから3年間（1985年から1987年）は、ラムズのニッケルディフェンスのレフトディフェンシブエンドとしてプレーし、1986年と1987年にはチーム2位となるサックを決めた。
1988年、当時のディフェンシブコーディネーターであるフリッツ・シュルマー考案の5ラインバッカー・ディフェンスでアウトサイドラインバッカーに転向した。このシーズン終盤、同地区のライバル・49ers戦でジョー・モンタナに4.5サックを決める活躍をし、ラムズのプレイオフ進出に貢献した。シーズン全体では、レジー・ホワイトに次ぐ、リーグ2位の16.5サックを決めた。
1989年、2年連続となる16.5サック（リーグ4位）を決め、プロボウルとオールプロ第1チームに初選出された。このシーズン中、ラムズとの契約を3年間延長することで合意した。
1990年、13サック（リーグ6位タイ）を決めた。これにより1988年からの3年間のサック数は46となり、この3年間でリーグ1位のサック数となった
。
1991年、チームは新しいディフェンシブコーディネーターとしてジェフ・フィッシャーを迎え、守備システムを4-3ディフェンスに変えた。1983年以来、3-4ディフェンスでプレーしていたグリーンにとって、この守備システムは不慣れである上に、開幕前に守備位置もラインバッカーから右ディフェンシブエンドに変更された。開幕から5試合を右ディフェンシブエンドでプレーしたが、精彩を欠いたため、左ラインバッカーに戻され、怪我のため左ディフェンシブエンドに守備位置を変更された。前3年間で46回決めていたサックは3回に激減した。このシーズン終了後、チームのコーチ陣全員が解雇となった。
1992年、チームは新ヘッドコーチとしてチャック・ノックスを迎え、ディフェンシブコーディネーターも交代した。新コーチの下でも4-3ディフェンスは維持されたが、守備位置はラインバッカーとなった。グリーンは新コーチにパスラッシャーとしての役割だけではなく、多くのプレーでパスカバレッジの役割も求められたが、前シーズンの不調から一転して、10サックを決める活躍をした。

### ピッツバーグ・スティーラーズ
1993年、ラムズとの契約期間が満了し、フリーエージェントとなったグリーンは、馴染みのある3-4ディフェンスを採用しているチームに新天地を求めた。グリーンは新人時のディフェンシブコーディネーターであるシュルマーがディフェンシブコーディネーターを務めていたグリーンベイ・パッカーズを訪問したが、シュルマーはその時には4-3ディフェンスを採用しており、入団には至らなかった。最終的に、3-4ディフェンスを採用していたピッツバーグ・スティーラーズと3年契約を締結した。スティーラーズでは、左アウトサイドラインバッカーにポジションを戻し、このシーズンでリーグ7位タイの12サックを決めた。
1994年、リーグトップの14サックを決め、5年ぶり2度目のオールプロ第1チームとプロボウルに選出された。また、選手間投票で選出されるNFLPA最優秀ラインバッカーに
ジュニア・セアウと同得票で選出された。
1995年、9サックを決め、第30回スーパーボウル出場に貢献し、3度目のプロボウルに選出された。グリーンが所属した3年間でスティーラーズは1プレーのラン平均喪失ヤードはリーグ最少の3.48ヤードを記録し、サック数も139を記録した。スティーラーズでの3年間により、グリーンは1990年代中盤のスティーラーズの強力守備の中心人物として、歴代有数のラインバッカーの地位を確立した。

### 現役生活終盤
1996年、グリーンは創設2年目のカロライナ・パンサーズと契約を締結し、NFL記録となる5試合連続複数サックを含む、リーグトップの14.5サックを記録し、チームのNFCチャンピオンシップ進出に貢献した。グリーンは2度目のオールプロ第1チームと4度目のプロボウルに選出された。シーズン終了後、チームとの交渉が決裂し、放出された。
1997年、パンサーズから放出されたグリーンはサンフランシスコ・49ersと契約した。49ersは当時、4-3ディフェンスを採用しており、35歳とラインバッカーとしては高齢となっていたグリーンは、パスプレーが予測されるダウン（主に第3ダウン）にてパスラッシャーとして起用された。このシーズン、グリーンはチーム全体54サックの内、10.5サックを記録する活躍をした。
1998年、49ersとの契約について不服を申し立てるオールドアウトを行った後、グリーンはパンサーズに復帰する契約を締結した。このシーズン、グリーンはラインバッカーコーチと紛争を起こしてチームから1試合の出場停止処分を受けたものの、リーグ3位タイとなる15サックを記録して、3度目のオールプロ第1チームと5度目のプロボウルに選出された。
1999年、このシーズンもパンサーズでプレーした。チームは4-3ディフェンスに守備システムを変更したが、グリーンは4-3ディフェンスのアウトサイドラインバッカーとして1シーズンを通してプレーし、12サックを記録した。シーズン終了後、37歳になっていたグリーンは引退を表明した。